# Glyphaea tomentosa
Glyphaea tomentosa  es una especie de plantas con flores  perteneciente a la familia de las  Malvaceae. Es originario de Mozambique.

## Descripción
Es un pequeño árbol que alcanza hasta los 4 m de altura, la lámina de la hoja tiene 9,4 × 4,2 cm y son oblongas a obovado -oblongas , acuminadas o agudas en el ápice, con margen irregularmente crenado- dentado, ligeramente cordadas o redondeadas en la base. Las inflorescencias se producen en cimas con 1 a 3 flores. Los pétalos son de color amarillo dorado, ligeramente más cortos que los sépalos. El fruto de 4-7 · 5 × 3.2 cm es duro y leñoso, oblongo - cilíndrico con semillas numerosas de 4 × 3 mm . discoides de color marrón.

## Distribución
Se distribuye por Mozambique en los bosques de hoja caduca.

## Sinonimia
- Oncoba sulcata Sim[4]